# Goggia matzikamaensis
Goggia matzikamaensis — вид геконоподібних ящірок родини геконових (Gekkonidae). Ендемік Південно-Африканської Республіки. Описаний у 2017 році.

## Поширення і екологія
Goggia matzikamaensis відомі з околиць Кліпранда, розташованого на крайньому півдні Малого Намакваленду. Вони живуть в сухих чагарникових заростях Сукулент-Кару, в тріщинах серед скель.